# Estatística de Maxwell–Boltzmann

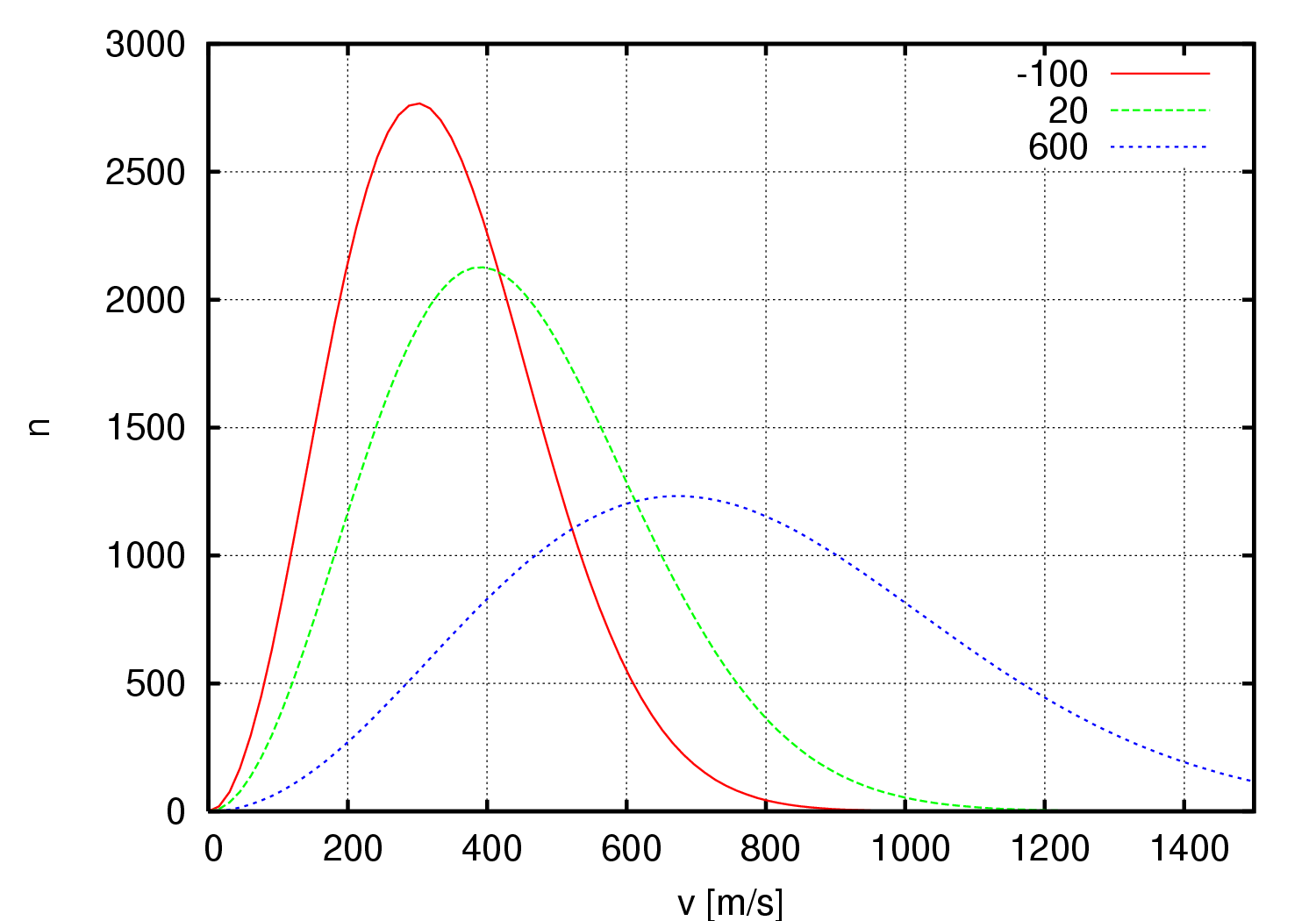
Gráfico da distribuição de Maxwell-Boltzmann.

Em mecânica estatística, a estatística de Maxwell–Boltzmann descreve a distribuição estatística de partículas materiais em vários estados de energia em equilíbrio térmico, quando a temperatura é alta o suficiente e a densidade é baixa suficiente para tornar os efeitos quânticos negligenciáveis. A estatística Maxwell–Boltzmann é consequentemente aplicável a quase qualquer fenômeno terrestre para os quais a temperatura está acima de poucas dezenas de kelvins.
O número esperado de partículas com energia {\displaystyle \epsilon _{i}} para a estatística de Maxwell–Boltzmann é {\displaystyle N_{i}} onde:
{\displaystyle {\frac {N_{i}}{N}}={\frac {g_{i}}{e^{(\epsilon _{i}-\mu )/kT}}}={\frac {g_{i}e^{-\epsilon _{i}/kT}}{Z}}}
onde:
- {\displaystyle N_{i}} é o número de partículas no estado i
- {\displaystyle \epsilon _{i}} é a energia do estado i-ésimo
- {\displaystyle g_{i}} é a degenerescência do nível de energia i, o número de estados dos partículas (excluindo o estado de "partícula livre") com energia {\displaystyle \epsilon _{i}}
- {\displaystyle \mu } é o potencial químico
- {\displaystyle k} é a constante de Boltzmann
- {\displaystyle T} é a temperatura absoluta
- {\displaystyle N} é o número total de partículas

{\displaystyle N=\sum _{i}N_{i}\,}
- {\displaystyle Z} é a função partição

{\displaystyle Z=\sum _{i}g_{i}e^{-\epsilon _{i}/kT}}
- {\displaystyle e^{(...)}} é a função exponencial, sendo e o número de Euler

A distribuição de Maxwell-Boltzmann tem sido aplicada especialmente à teoria cinética dos gases, e outros sistemas físicos, além de em econofísica para predizer a distribuição da renda. Na realidade a distribuição de Maxwell-Boltzmann é aplicável a qualquer sistema formado por N "partículas" ou "indivíduos" que interacambiam estacionariamente entre si uma certa magnitude {\displaystyle m} e cada um deles têm uma quantidade {\displaystyle m_{i}} da magnitude {\displaystyle m} e ao longo do tempo ocorre que {\displaystyle \sum _{i=1}^{N}M=m_{1}+m_{2}+...+m_{N}}.

## Limites de aplicação
Para um sistema de partículas quânticas, a hipótese de que {\displaystyle N_{i}} seja substancialmente menor que {\displaystyle g_{i}} para os estados diferentes do fundamental em geral não se cumprirá e é necessário recorrer-se à estatística de Bose-Einstein se as partículas são bosônicas ou à estatística de Fermi-Dirac se as partículas são fermiônicas.
As estatísticas de Bose–Einstein e Fermi–Dirac podem ser expressas como:
{\displaystyle N_{i}={\frac {g_{i}}{e^{(\epsilon _{i}-\mu )/kT}\pm 1}}}
Assumindo que o valor mínimo de {\displaystyle \epsilon _{i}} é bastante pequeno, se pode verificar que a condição na qual a distribuição de Maxwell-Boltzmann é válida é quando se cumpre que:
{\displaystyle e^{-\mu /kT}\gg 1}
Para um gás ideal, podemos calcular os potenciais químicos utilizando o desenvolvimento da equação de Sackur–Tetrode para demonstrar que:
{\displaystyle \mu =\left({\frac {\partial E}{\partial N}}\right)_{S,V}=-kT\ln \left({\frac {V}{N\Lambda ^{3}}}\right)}
onde {\displaystyle E} é a energia interna total, {\displaystyle S} é a entropia, {\displaystyle V} é o volume, e {\displaystyle \Lambda } é o comprimento de onda térmico de de Broglie. A condição de aplicação para a distribuição Maxwell-Boltzmann em um gás ideal resulta:
{\displaystyle {\frac {V}{N\Lambda ^{3}}}\gg 1.}